# Hasbro
Hasbro est une société américaine spécialisée dans les jouets et les jeux qui est créée en 1923 par les frères Henry et Hillel Hassenfeld à Providence, Rhode Island. Hasbro est la contraction de Hassenfeld Brothers.
Initialement entreprise de textile, Hassenfeld Brothers se diversifie dans les accessoires de papeterie puis dans le périscolaire avant de se convertir au jouet dans les années 1940. Hasbro est connu pour plusieurs marques et leurs déclinaisons dont M. Patate en 1952, G.I. Joe en 1964, et My Little Pony en 1983. En 1975, Hasbro arrête la production des figurines GI Joe en raison de la hausse du prix du plastique liée au premier choc pétrolier. Elle continue dans les figurines articulées avec Action Joe, produit toutefois arrêté en 1981, puis avec les Action Man. Dans les années 1980, la société décline ses marques en séries télévisées d'animation puis dans les années 2000 en longs métrages. En 1984, Hasbro entre dans les jeux de sociétés avec l'achat de Milton Bradley Company puis en 1991 avec l'achat de Tonka maison mère de Kenner, Parker Brothers et Playskool. En 1999, Hasbro achète l'éditeur de jeu de carte Wizards of the Coast. Hasbro est aussi un important producteur de jouets au travers de licences comme celles de Disney, Pokémon ou Jurassic Park. En mai 2018, Hasbro annonce l'acquisition de la licence des Power Rangers, ainsi que d'autres licences plus mineures de Saban Capital pour 520 millions de dollars.

## Historique

### 1923-1967: Hassenfeld Brothers
En 1923, les trois frères Herman, Hillel et Henry Hassenfeld fondent une société de vente de rebuts textile à Providence, Rhode Island. En 1926, la société est enregistrée, mais alors qu'Henry prend la direction de l'entreprise son frère Hillel lance une autre société. Avant la fin des années 1920, l'entreprise qui produit des doublures de chapeau et des housses de boîtes à crayon décide de faire elle-même les boîtes en raison de leur popularité puis des trousses d'écoliers. L'entreprise de 8 salariés en 1925 passe à 150 employés en 1929 puis 200 en 1930 malgré la Grande Dépression.
En 1935, les fabricants et fournisseurs de crayons souhaitent prendre une part du gâteau et produisent des trousses et boites à des prix plus faibles que les Hassenfeld. En réaction, Henry Hassenfeld commence la production de stylos assurant plusieurs décennies de revenus pour la société. Par la suite, l'entreprise élargit sa gamme d'articles pour l'école avec de la pâte à modeler et des accessoires pour infirmières.
En 1942, les jouets et articles pour enfants deviennent la principale source de revenus de Hassenfeld Brothers. En 1943, Hillel décède, Henry devient directeur général et son fils cadet, Merril, président. Pour répondre à une demande d'un client, Merril confectionne un costume pour enfant de garde anti-aérien incluant une torche et un masque à gaz ce qui devient un produit phare durant la Seconde Guerre mondiale malgré une réduction d'effectif à 75 employés. De plus l'entreprise commence la production de jouets en plastique. Après la guerre, après avoir vu sa fille de quatre ans jouer avec des bonbons imitant du rouge à lèvres, Merrill Hassenfeld a l'idée de produire des coffrets de maquillage pour enfants.
En 1952, Hassenfeld Brothers achète à une société céréalière pour 7 000 dollars un concept de jouet sur lequel on peut ajouter des morceaux de visages à un fruit ou à un légume conçu comme un jouet-cadeau dans des boîtes de céréales. George Lerner avait conçu ce jouet quelques années auparavant et l'avait vendu pour 5 000 dollars, mais a pris contact avec Hassenfeld pour lui faire une meilleure offre,[pas clair]. Hassenfeld commercialise ce produit sous le nom M. Patate (Mr. Potato Head). En 1954, Hassenfeld Brothers obtient une licence pour vendre des personnages Disney.
En 1960, Henry décède, Merrill devient le directeur général tandis que son frère aîné Harold prend la direction de la division papeterie, Empire Pencil. En 1961, la société s'implante au Canada sous le nom Hassenfeld Brothers (Canada) Ltd.
En 1963, Hassenfeld est contactée pour produire un jouet basé sur la série télévisée The Lieutenant produite par Gene Roddenberry mais la société refuse en raison de la durée de vie potentiellement courte de la série. Toutefois dès 1964, la société lance un jouet de type Figurine articulée nommé G.I. Joe pour un public masculin qui représente 2/3 du chiffre d'affaires durant les deux premières années.

### 1968-1985: Hasbro Industries
En 1968, la société qui utilise déjà la marque abrégée Hasbro depuis quelques années, officialise son changement de nom pour Hasbro Industries et ouvre une part minoritaire de son capital en bourse.
En 1969, Hasbro achète le studio de télévision Burt Claster Enterprises de Baltimore qui produit l'émission préscolaire Romper Room de Baltimore et avait lancé une gamme de jouet puis le renomme Claster Television Productions. Plus tard le studio servira d'organe de distribution des séries télévisées produits pour Hasbro principalement par DIC Entertainment.
En 1969, en pleine Guerre du Viêt Nam, les consommateurs demandent de réduire la part des jouets de guerre et l'entreprise répond en orientant la gamme GI Joe vers l'aventure. Cette année-là, une grève d'un mois du syndicat de chauffeurs International Brotherhood of Teamsters ainsi que les troubles en Extrême-Orient affectent le résultat annuel d'Hasbro qui perd un million de dollars.
En 1970, Hasbro décide de se diversifier en ouvrant une chaîne d'écoles d'infirmières associée à l'émission Romper Room et une ligne d'accessoires de cuisine Galloping Gourmet basée sur une émission culinaire. Mais un enfant se perd dans une de ces écoles en 1975, par ailleurs des termites mangent des saladiers en bois dans un entrepôt, ces deux accidents entrainent l'arrêt de ces deux expériences. Deux autres produits ont été des désastres dans les années 1970, des fléchettes d'extérieurs nommées Javelin Darts que le gouvernement a déclaré trop dangereuses et des seringues à eau Hypo-Squirt ressemblant à une seringue hypodermique surnommée par la presse « la panoplie du jeune drogué ». Même l'émission Romper Room est la cible d'activistes qui l'accusent d'être une émission publicitaire tout en restant une gamme de jouets populaire.
En 1974, Merrill Hassenfeld devient directeur général d'Hasbro, et son fils, Stephen D. Hassenfeld, devient président. En 1975, Hasbro arrête la production des figurines GI Joe en raison de la hausse du prix du plastique liée au premier choc pétrolier. Elle continue à fabriquer des figurines articulées — produites sous licence — avec Action Joe, produit toutefois arrêté en 1981, puis avec les Action Man, les COPS et Truands et d'autres séries de figurines.
En 1977, Hasbro achète la licence des jouets associés au comic strip Peanuts mais déclare une perte de 2,5 millions de dollars qu'elle compense par une augmentation de sa dette. La situation financière de l'entreprise décline progressivement.
Début 1979, les banquiers demandent l'arrêt des paiements des dividendes. Merrill Hassenfeld décède durant l'année 1979. Harold Hassenfeld et son neveu Stephen se disputent la direction. Harold évoque un problème de répartition financière entre les divisions jouet et papeterie. En 1980, l'entreprise est scindée en deux et Harold Hassenfeld prend la tête d'Empire Pencil.
À partir de 1981, Stephen Hassenfeld reprend en main l'entreprise pour la recentrer sur les jouets, arrêtant certaines gammes au profit de celles à fort taux de revenus. Cette philosophie conservatrice écarte Hasbro du domaine du jeu vidéo, choix critiqué plus tard. Toutefois dans les années 1980, la société développe une stratégie d'acquisition dont l'objectif est de disposer d'un portefeuille équilibré de gammes dans tous les secteurs porteurs du marché. En 1981, Hasbro lance une gamme de jouets pour filles basée sur un poney qui est modifié en 1983 pour devenir My Little Pony.
En 1982, Hasbro reprend la production des GI Joe avec l'aide de Marvel Comics afin d'avoir un univers basé sur un commando anti-terroriste. La gamme nommée G. I. JOE - A Real American Hero comprend 47 figurines et leurs accessoires et permet à Hasbro de dépasser les 100 millions de dollars de chiffres d'affaires.
En 1983, Hasbro achète la société Glenco, qui produit des accessoires de puériculture dont des biberons,. Pour stabiliser sa situation financière, Hasbro vend 37 % de son capital à Warner Communications en échange de l'achat de Knickerbocker Toy Company (produisant les poupées Raggedy Ann). Cette participation aide Hasbro à se lancer dans le domaine de la télévision.
En 1984, Stephen Hassenfeld laisse la place de président à son frère Alan, mais reste directeur général et président du directoire. La même année, Hasbro s'associe au japonais Takara pour relancer deux lignes en les combinant en une seule nommée Transformers. Les gammes de jouets Microman et Diaclone étaient sorties vers 1980 au Japon et consistaient en des robots transformables en objets inanimés ou en véhicules, mais pilotés par des humains. Hasbro et Takara proposent alors des robots autonomes censés être doués d'intelligence, qui sont adaptés en une série de comics publiés par Marvel Comics et une série télévisée d'animation Transformers.

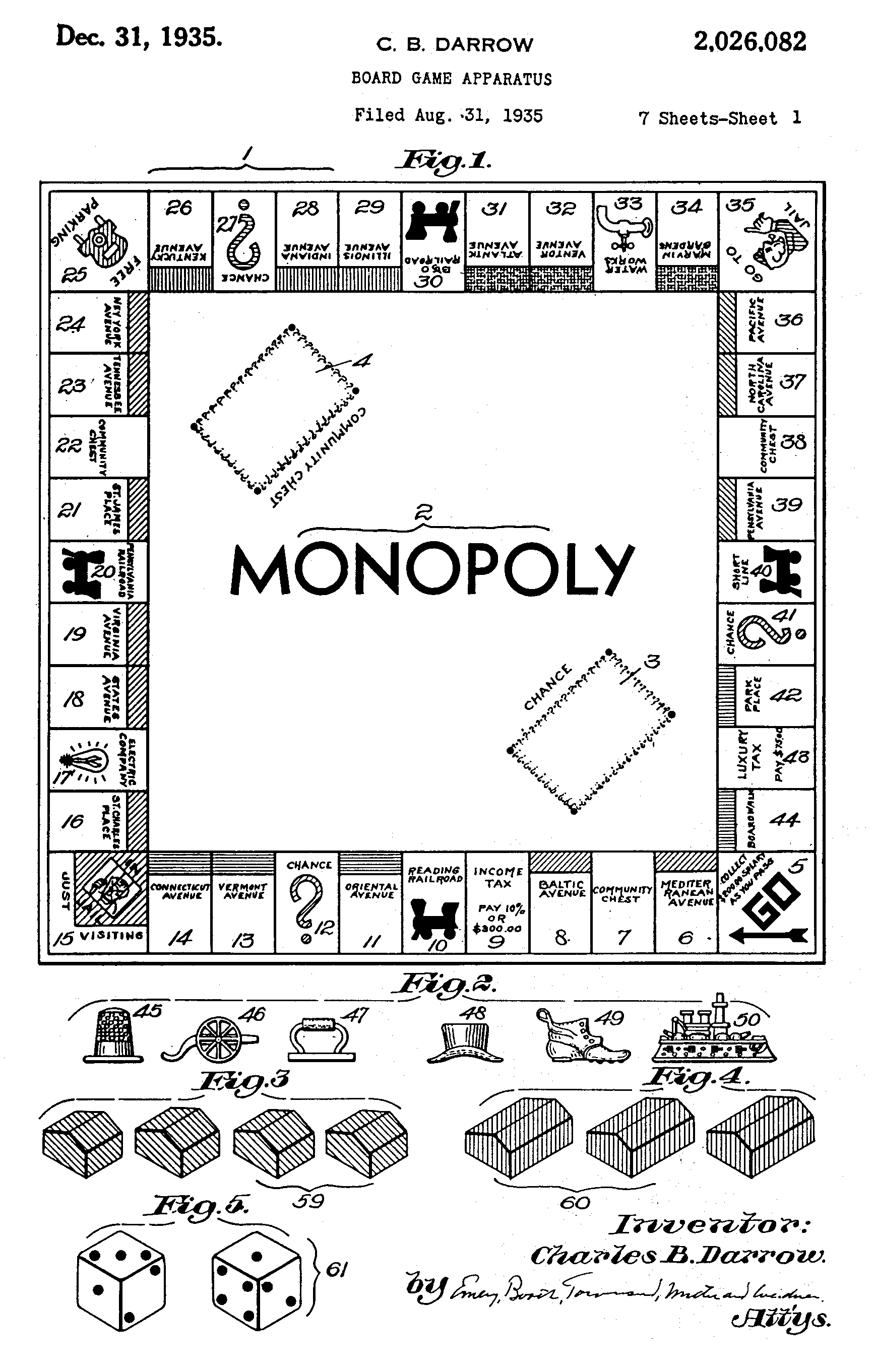
Première page du dépôt de marque du Monopoly en 1935 par Charles Darrow.

D'un autre côté, au début de 1984, la société Milton Bradley Company (MB) fragilisée financièrement est la cible d'une offre publique d'achat hostile de la part du conglomérat britannique Hanson Trust. Des investisseurs non identifiés bloquent l'OPA en achetant d'importantes parts de MB, mais augmentent les craintes d'une autre OPA. En mai 1984, MB accepte d'être achetée par Hasbro pour 360 millions de dollars. Milton Bradley Company est l'un des leaders mondial du jeu de société et du puzzle (sous la marque MB) ainsi que du jouet premier âge (sous la marque Playskool), seconde du marché derrière Parker Brothers alors une filiale de General Mills.
La société prend le nom de Hasbro Bradley. James Shea Jr., de Milton Bradley devient président du directoire de la nouvelle entreprise. Toutefois les membres de la direction ne s'entendent pas, James Shea quitte son poste et Stephen et Alan Hassenfeld reprennent leurs postes tels qu'avant la fusion.

### 1985-2000: Hasbro Inc et acquisitions
En 1985, Hasbro devient Hasbro, Inc. La même année, elle intente une action en justice contre la société Sparkle Toys qui produit les jouets Jumpstarters, qu'elle considère comme des copies des Transformers et elle gagne le procès.
C'est à cette période que Hasbro devient le premier vendeur de jouet au monde devant Mattel. Elle cherche alors à détrôner le produit phare de sa concurrente, la poupée Barbie. Pour cela, Hasbro lance en 1986 la poupée Jem, représentant une jeune femme productrice musicale et chanteuse qui aura sa série télévisée Jem et les Hologrammes mais le succès initial s'estompe et la marque s'arrête en 1987. Dans cette compétition Hasbro récidive en 1988 avec la poupée Maxie (une étudiante et reporter dans la série Maxie) qui disparaît en 1990.
Le 12 juillet 1988, Hasbro achète pour 21 millions de dollars deux usines de la société Coleco spécialisées dans les meubles pour enfants et jouets à grimper, situées à Amsterdam (État de New York).
Le 13 juillet 1989, Hasbro achète pour 85 millions de dollars son concurrent alors en faillite Coleco, un fabricant de consoles de jeux vidéo et jeux électroniques, mais qui détient aussi les marques Scrabble (Amérique du Nord), Parcheesi, et une licence de Sesame Street. C'est la dernière acquisition faite par Stephen Hassenfeld qui s'éteint à 47 ans des suites du SIDA après avoir transformé l'entreprise familiale en leader mondial, dépassant les 1,4 milliard de dollars de chiffres d'affaires. En 1989, Hasbro cherche à entrer dans le monde jeu vidéo en distribuant des jeux Nintendo.
Le 1er février 1991, Hasbro annonce qu'elle achète Tonka pour près de 500 millions de dollars,. Tonka était en difficulté financière depuis l'achat de Kenner Products en 1987 pour 555 millions de dollars, qui lui avait apporté les marques de Parker Brothers dont le Monopoly, mais avec aussi des licences dont la série SOS Fantômes, le film Batman ou la série Charlotte aux fraises. La filiale Parker Brothers a été fusionnée avec Milton Bradley. L'achat coûtera en fin de compte 486 millions de dollars, Hasbro déclarant une charge de 59 millions pour frais de fusion.
À partir de 1991, Alan Hassenfeld parvient à installer Hasbro à l'international d'abord en Grèce, Hongrie et au Mexique. En 1992, il achète le japonais Nomura Toys et une part majoritaire du distributeur de jouet d'Asie du Sud-Est Palmyra Holdings, basé à Hong-Kong.
En 1993, Hasbro achète 15 % du capital de Virgin Interactive afin de développer des jeux vidéo sur ces licences.
En juillet 1994, Hasbro ne parvient pas à acheter le britannique J. W. Spear & Sons, la dernière surenchère de Mattel valorisant le fabricant du Scrabble à 515 millions de francs.
En décembre 1994, Hasbro achète l'éditeur britannique John Waddington PLC (en) pour 78 millions de dollars, éditeur du Cluedo, de Subbuteo et distributeur au Royaume-Uni du Monopoly (détenu par Parker Bros, autre filiale de Hasbro).
En 1995, après plusieurs années de stagnation, les revenus de ventes en Amérique du Nord baissent de 1,67 milliard en 1993 à 1,58 milliard de dollars. Une des actions finalisée en 1994 pour lutter contre ce ralentissement de croissance est le regroupement dans le Hasbro Toy Group de plusieurs divisions, à savoir Hasbro Toy, Playskool, Playskool Baby, Kenner et Kid Dimension. Toutefois avec l'achat de Fisher-Price, Mattel redevient le leader du marché en 1995. Hasbro Interactive est lancée en 1995 et publie le jeu vidéo Monopoly sur CD-ROM (Une version précédente était déjà sortie en 1987). D'autres titres suivent en 1996 dont Risk: The Game of Global Domination et la bataille navale. En 1995, Hasbro achète la marque Larami spécialisée dans les jeux et jouets de plein air qui détient une licence de pistolet à eau nommée Super Soaker,.
Le 10 février 1997, Hasbro annonce qu'il va acheter Cap Toys et OddzOn pour 166 millions de dollars, la première est connue pour des poupées, des peluches et des distributeurs de bonbons, la seconde pour la balle Koosh (en) et la distribution du Rubik's Cube,.
Le 9 février 1998, Hasbro annonce l'achat de Tiger Electronics, éditeur de jeux électroniques portables et animaux virtuels, pour 335 millions de dollars,,. Le 17 mars 1998, Hasbro achète le catalogue de jeux vidéo d'Atari Corporation à JTS, comprenant 75 licences. Le 13 août 1998, Hasbro achète un second éditeur de jeux vidéo, MicroProse pour 70 millions de dollars qui l'intègre à Hasbro Interactive. Le 13 octobre 1998, Monarch Avalon annonce la vente de sa division jeu de société Avalon Hill à Hasbro pour 6 millions de dollars qui comprend aussi Avalon Hill Software et Victory Games afin de se recentrer sur l'impression.
Le 9 septembre 1999, Hasbro prévoit l'achat pour 325 millions de dollars de l'éditeur Wizards of the Coast, jeux de cartes (dont Magic : l'assemblée) et jeux de rôle (dont Donjons et Dragons).
Le 13 octobre 2000, Hasbro annonce la fermeture de son usine de Cincinnati, siège historique de Kenner (acheté en 1991) mais aussi celles de San Francisco et Napa.

### Depuis 2001: recentrages et diversifications
Le 30 janvier 2001, Hasbro finalise la vente de sa division Hasbro Interactive, qui perd de l'argent, à l'éditeur français Infogrames pour 100 millions de dollars.
En 2008, Hasbro achète l'éditeur de jeu Cranium pour 77,5 millions de dollars. L'achat est annoncé le 4 janvier et finalisé le 25 janvier,,
En février 2013, la société Johnson Research entame un procès contre Hasbro qui n'a pas payé la redevance sur la marque Super Soaker qu'elle a inventée, licenciée en 1989 et qu'Hasbro vend depuis 1995 à la suite de l'achat de Larami. Johnson Research avait gagné un premier procès en 1997. Le 22 juillet 2013, Disney et Hasbro prolongent leur contrat sur les produits dérivés de Marvel jusqu'en 2020 et signent un contrat similaire pour ceux dérivés de Lucasfilm,.
Le 24 septembre 2014, Hasbro annonce avoir signé au détriment de Mattel un contrat avec Disney pour produire les poupées de La Reine des neiges.
Le 13 juillet 2016, Hasbro achète le studio d'animation irlandais Boulder Media Ltd, basé à Dublin,. Le 18 juillet 2016, Hasbro publie son résultat annuel qui montre une hausse significative (15 %) des revenus liés aux poupées et figurines principalement des produits dérivées Disney comme les princesses Disney ou Star Wars,,. CNN Money propose même à Hasbro de se renommer Disney Toys.
En mai 2018, Hasbro annonce l'acquisition de la licence Power Rangers, ainsi que d'autres licences plus mineures à Saban Capital pour 520 millions de dollars. En août 2019, Hasbro annonce l'acquisition de Entertainment One, entreprise qui possède notamment les licences Peppa Pig et PJ Masks pour 4 milliards de dollars.
Le 30 décembre 2019, la société Hasbro acquiert le groupe canadien Entertainment One Ltd (pour la somme de 3,8 milliards de dollars) et devient ainsi le nouveau propriétaire du label de gangsta rap californien Death Row Records, fondé par Suge Knight et Dr. Dre.
En juin 2023, Hasbro annonce le retour du Furby, une peluche interactive dont les ventes étaient élevées durant les années 1990 à 2000s,.

## Actionnaires
Liste des principaux actionnaires au 26 décembre 2021 :
| Nom                                              | %      |
| ------------------------------------------------ | ------ |
| Capital Research & Management (Global Investors) | 11,2 % |
| The Vanguard Group                               | 10,6 % |
| Capital Research & Management                    | 6,57 % |
| Southeastern Asset Management (en)               | 6,12 % |
| Alan G. Hassenfeld (en)                          | 5,21 % |
| Janus Capital Management (en)                    | 4,22 % |
| SSgA Funds Management                            | 3,66 % |
| Jackson Square Partners                          | 3,65 % |
| Iridian Asset Management                         | 3,50 % |
| Capital Research & Management (World Investors)  | 3,08 % |

## Organisation
Hasbro est devenu un groupe de loisirs qui détient plusieurs filiales :
- Funskool
- Playskool
- Tiger Electronics
- Tonka
- Wizards of the Coast
  - Avalon Hill (marque)
  - Mirrorstone Books
- Hasbro Gaming
  - Milton Bradley Company
  - Parker Brothers
- Hasbro Entertainment and Licensing
  - Hasbro Studios
    - Hasbro Films
      - Allspark Pictures

    - Cake Mix Studios

  - Discovery Family (40 %)
  - Boulder Media Limited
  - Backflip Studios (70 %)
  - Mixels

### Anciennes filiales
- Claster Television (fermée en 2000)
- Empire Pencil
- Galoob (devenue une marque en 2005)
- Hasbro Interactive (vendue en 2001 à Infogrames Entertainment)
- Kenner Products (fermée en 2000)
- Larami (marque qui a été fusionnée dans la marque Nerf)
- Selchow and Righter
- Wrebbit
- Cranium

## Marques
Hasbro possède plusieurs marques en propre dont :
- M. Patate
- My Little Pony
- Transformers
- G.I. Joe
- Jem et les Hologrammes
- Play-Doh
- Nerf (marque)
- Mixels

À la suite du rachat de Parker et MB, Hasbro a repris les catalogues d'éditeurs français plus anciens comme Miro Company ou Capiepa. Hasbro est l'éditeur de jeux très connus comme Abalone, Cluedo, Monopoly, Trivial Pursuit, Puissance 4, Twister, La Course à l'héritage, La Bonne Paye, Diplomatie ou Risk.
En plus de ses marques, Hasbro commercialise aussi des jeux et jouets sous licence Disney, Donjons et Dragons, Jurassic Park, Pokémon, 1, rue Sésame, Star Wars, Beyblade.